# Adam Zrinski

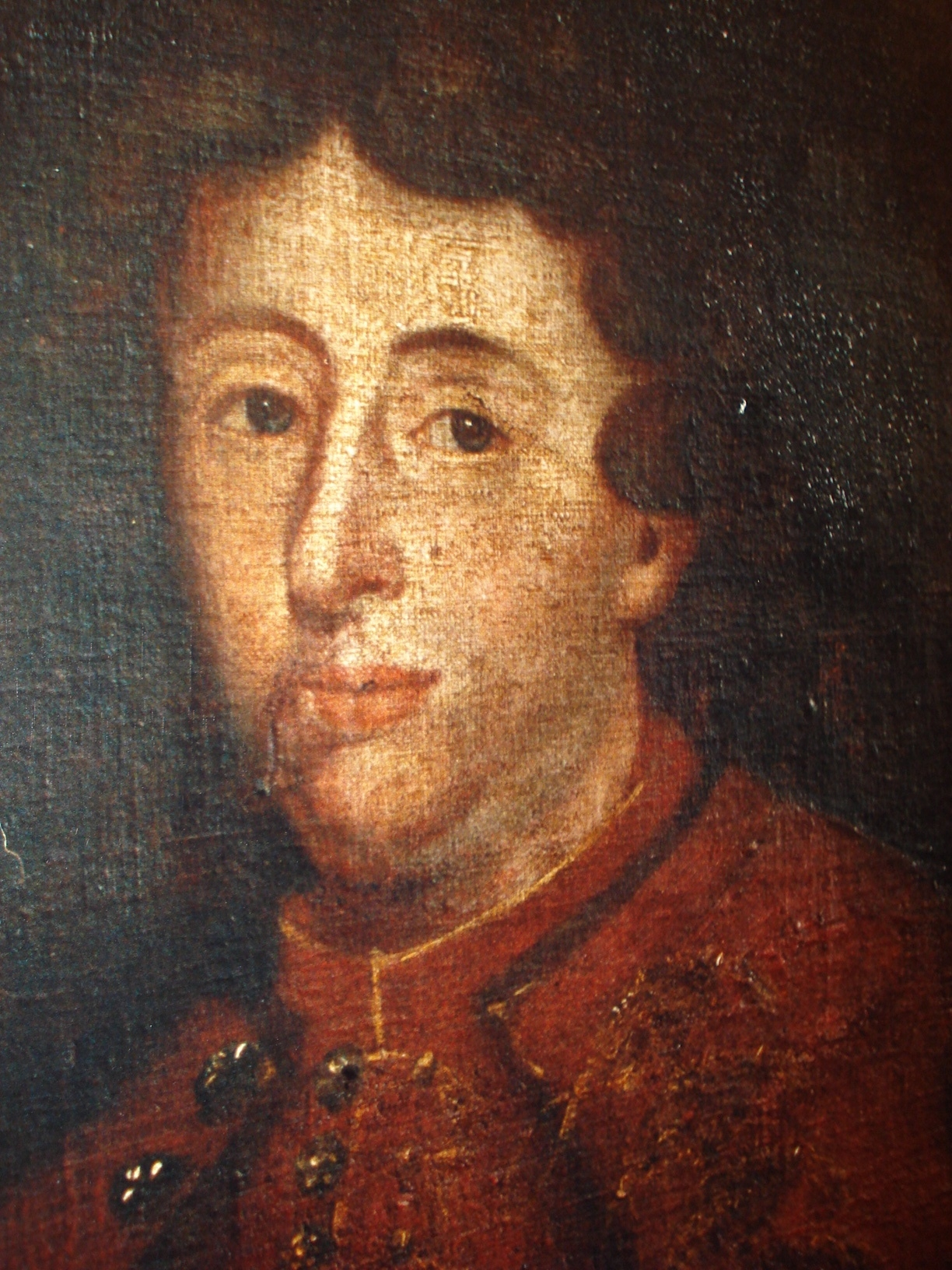
Adam Zrinski (1662–1691)

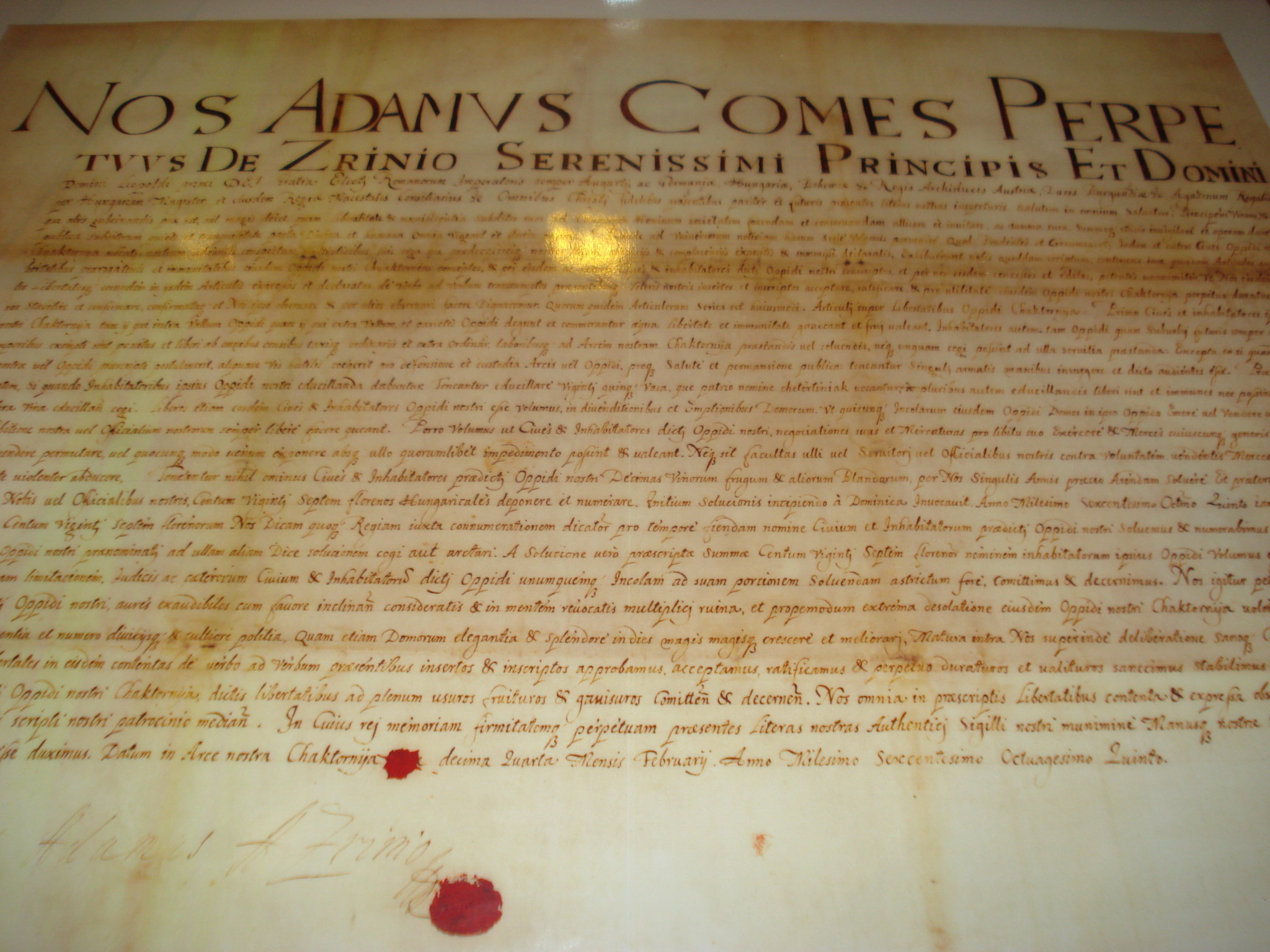
Charta der Privilegien von Adam Zrinski an Bewohner von Čakovec ausgestellt in 1684

Adam Šubić von Zrin, kurz Adam Zrinski (kroatisch Adam Zrinski, ungarisch Zrínyi Ádám; * 24. Dezember 1662 in Wien; † 19. August 1691 in Slankamen) war ein kroatischer Adliger aus dem Hause Zrinski und Offizier der kaiserlichen Truppen.

## Leben
Adam Zrinski war der Sohn von Nikolaus Graf Zrinski (kroatisch Nikola Zrinski) und dessen zweiter Ehefrau Maria Sofia Löbl.
Nachdem sein Vater 1664 bei der Jagd in Kuršanec bei Čakovec in Nordkroatien getötet wurde, lebte Adam mit seiner Mutter in Wien und wurde dort ausgebildet. Er besuchte das Jesuitenkolleg und studierte an der Universität Wien. Ferner war er an der Philosophischen Fakultät eingeschrieben. Wie seine Dissertation nahelegt, muss er auch Rechtswissenschaften studiert haben. Auf seiner Grand Tour setzte er seine Studien fort und studierte an der Universität Löwen Rechtswissenschaften. Er beschäftigte sich auch mit der Festungsbaukunst. 
1681 kam er nach Čakovec zurück und kämpfte danach gegen die Türken. Wie schon sein Vater versuchte er den Kampf gegen die Türken auch publizistisch zu unterstützen. Basierend auf einem Gedichtepos seines Vaters ließ er ein Epos über die Belagerung von Szigetvár veröffentlichen. 1684 heiratete er Maria Katarina Lamberg (1664–1717).
In seiner Karriere wurde Zrinski zum kaiserlichen Kammerherrn und Hauptmann des Legrader Kapitanats ernannt. Von 1682 bis zu seinem Tod kommandierte er seine eigenen Truppen gegen die Osmanen. So war er 1683 an der Befreiung von Wien beteiligt. Im Range eines Kavallerie-Oberstleutnants fiel er während der Schlacht bei Slankamen am 19. August 1691. 
In seine Zeit fällt der weitere Ausbau der Bibliotheca Zriniana.